# Aja (Rosja)
Aja (ros. Ая) – wieś w Rosji, w Kraju Ałtajskim, w rejonie ałtajskim. W 2010 liczyła 2226 mieszkańców.